# Bestuurlijke indeling van Wit-Rusland

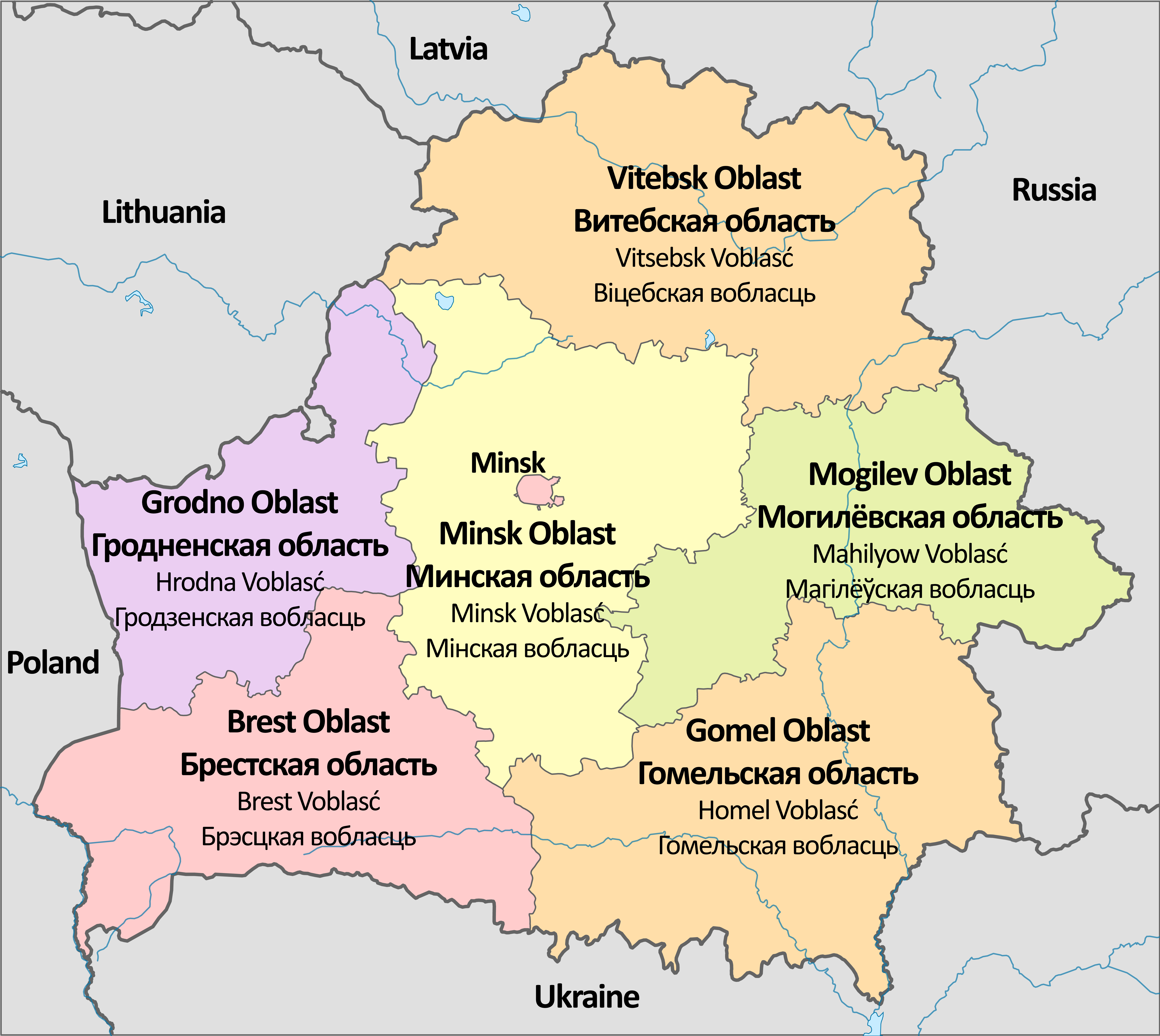
Oblasten van Wit-Rusland

De bestuurlijke indeling van Wit-Rusland bestaat naast de centrale overheid uit drie bestuurslagen en Minsk.
Op regionaal niveau bestaan het Oblast (Вобласць, Voblasč'/ Область, Oblast). De oblasten zijn:
- Oblast Brest
- Oblast Gomel
- Oblast Grodno
- Oblast Mogiljov
- Oblast Minsk
- Oblast Vitebsk

Elk oblast heeft een Oblastraad van Afgevaardigden (Абласны Савет Дэпутатаў, Областно́й Сове́т Депутатов), gekozen door de ingezetenen en een Uitvoerend Oblastcomité (Абласны выканаўчы камітэт, Областно́й исполнительный комите́т) met een door de president benoemde voorzitter.
De bestuurslaag onder het oblast is het Rayon (Раён, Rajon/Район, Rajon) en de rayonvrije stad. Elk rayon heeft een eigen Raionraad van Afgevaardigden (Раённы Савет Дэпутатаў, районный Сове́т Депутатов)  gekozen door de ingezetenen en een uitvoerend comité benoemd door hogere uitvoerende organen. Er zijn 118 rayons.
Op lokaal niveau bestaan twee vormen van bestuur, de Nederzettingsraad (Пассавет, Passavet of Пасялковы савет, Pasjalkovy Savet/Поссовет, Possovet, of Поселковый совет, Poselkovyi Sovet) en de Dorpsraad (Сельсавет, Selsavet of сельскі савет, selski Savet/Сельсовет, Sel'sovet of сельский совет, Sel'skij Sovet).
Het lokale bestuur is in Wit-Rusland ingericht als een verlengstuk van de centrale overheid met weinig tot geen autonomie voor de lokale organen. De uitvoerende organen zijn ondergeschikt aan de regering en de vertegenwoordigende organen(raden) zijn ondergeschikt aan het parlement en bovengeordende raden. 
Brest · Homel · Grodno · Mogiljov · Minsk · Vitebsk · Gorod Minsk